# Galería Nacional de Canadá

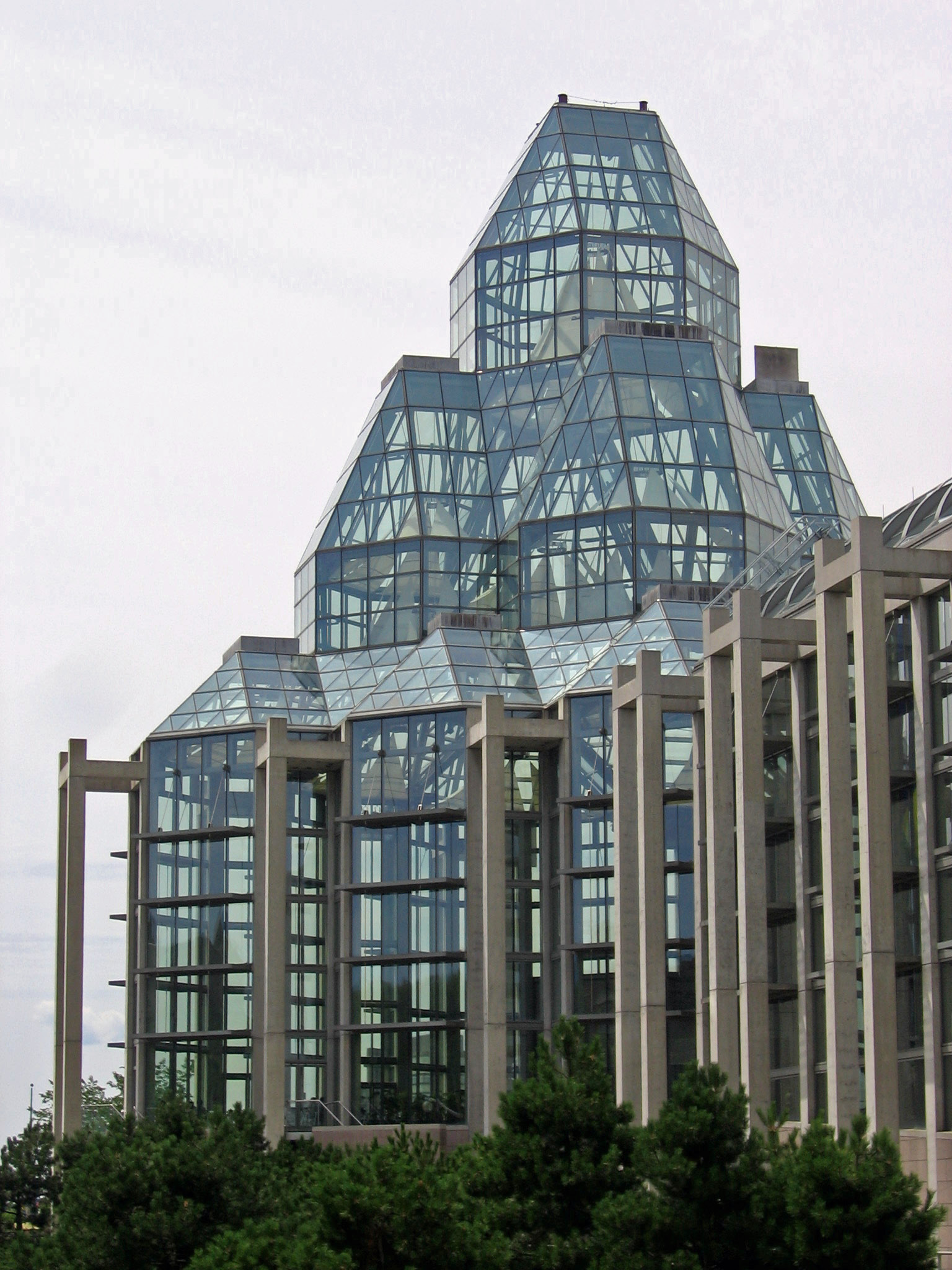
Galería Nacional de Canadá.

La Galería Nacional de Canadá (en inglés, National Gallery of Canada y en francés, Musée des beaux arts du Canada), es un museo de arte ubicado en la capital de dicho país, Ottawa. Es uno de los principales museos de arte del continente americano.
El museo tiene por sede un edificio de cristal y granito en Sussex Drive, con una destacada vista de los edificios del Parlamento Canadiense en Parliament Hill. La aclamada estructura fue diseñada por Moshe Safdie y se inauguró en 1988.

## Historia
El museo fue fundado en 1880 por el Gobernador General John Douglas Sutherland Campbell, noveno Duque de Argyll, y en 1882 se ubicó en su primera sede, sobre la Parliament Hill, en el mismo edificio que el Tribunal Supremo. En 1911 se trasladó al Victoria Memorial Museum, actualmente la sede del Museo Canadiense de la Naturaleza. En 1913 la primera ley sobre la Galería Nacional se aprobó, delineando los objetivos de la institución y sus recursos. En 1962 la National Gallery se trasladó a un edificio de oficinas bastante insulso en la calle Elgin de Ottawa, junto a la Alta Comisión Británica. Se trasladó a su actual edificio en Sussex Drive, junto a Nepean Point, en 1988. 
En 1985 el recién creado Museo Canadiense de Fotografía Contemporánea (CMCP), anteriormente la División de Stills Photography del National Film Board of Canada, fue asociado a la galería nacional. El mandato de CMCP, su colección y personal se marchó a su nueva sede en 1992, en el n.º 1 de Rideau Canal, junto al Château Laurier. En 1998 la administración de CMCP fue fusionada con la de la Galería Nacional.

## Colección

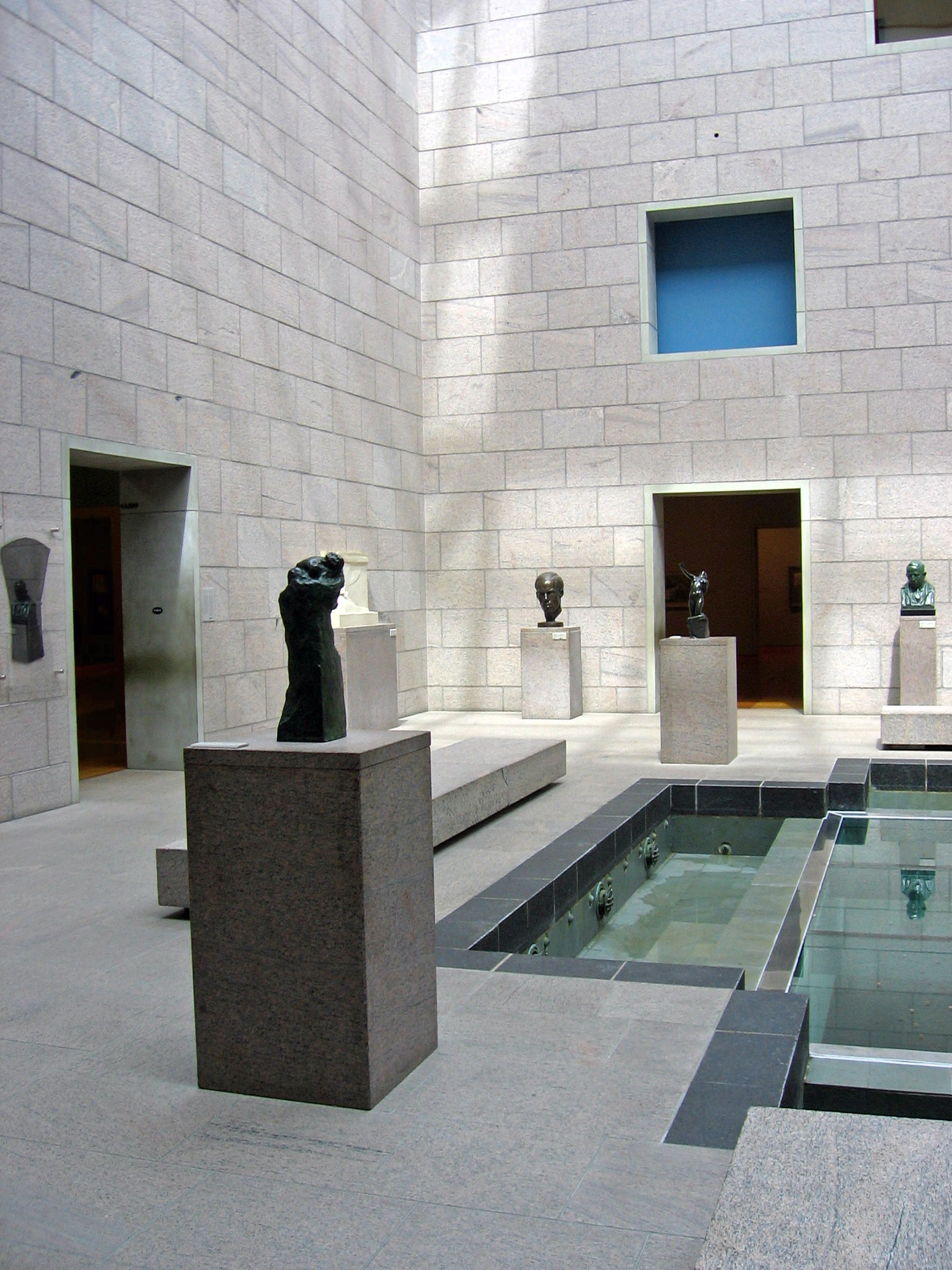
El interior de la Galería Nacional de Canadá.

La National Gallery tiene una amplia y variada colección de pinturas, dibujos, escultura y fotografías. Aunque se centra en el arte canadiense, conserva obras de muchos destacados artistas europeos. Tiene una gran colección de arte contemporáneo con algunas de las más famosas obras de Andy Warhol.
Las colecciones de arte del país abarcan desde los tiempos remotos de los indígenas hasta la década de 1970. Las demás secciones incluyen arte europeo, asiático, así como una sección de arte contemporáneo internacional.
El apartado más conocido es el de Europa entre los siglos XV y XX, con pintura, escultura y artes menores o decorativas. El Renacimiento cuenta con ejemplos de Simone Martini (Santa Catalina), Piero di Cosimo, Bartolomeo Veneto, Lucas Cranach el Viejo, Hans Baldung Grien (Eva, la serpiente y la Muerte), Quentin Massys, Hans Eworth, Lorenzo Lotto, Bronzino (Retrato de Pierantonio Bandini) y El Greco (San Francisco y el hermano León).
El repertorio barroco se abre con Rubens (El entierro de Cristo, copiado del original de Caravaggio de los Museos Vaticanos) y prosigue con Van Dyck (Jesús bendice a los niños), Rembrandt (Betsabé), Annibale Carracci, Orazio Gentileschi (Lot y sus hijas), Bernini, Guercino y Nicolas Poussin. En 2023 el investigador Benito Navarrete ha atribuido al pintor barroco español Francisco de Herrera el Mozo un lienzo, Vendedor de pescado, hasta entonces anónimo.
El siglo XVIII incluye vistas venecianas de Canaletto, Bernardo Bellotto y Francesco Guardi, así como escenas cotidianas de Chardin, y el famoso cuadro histórico La muerte del general Wolfe de Benjamin West.
El siglo XIX incluye una escultura a tamaño natural de Antonio Canova, paisajes de John Constable, Turner y Camille Corot (El puente de Narni) y un repertorio relevante entre el realismo y Van Gogh, con Honoré Daumier (Compartimento de tercera), Eugène Boudin, Camille Pissarro, Claude Monet, Degas, Cézanne y Paul Gauguin.
El siglo XX no decae en el museo, desde el simbolismo de James Ensor y Gustav Klimt, hasta el minimalismo de Dan Flavin y la abstracción de Barnett Newman. En medio, el fauvismo de André Derain, Maurice de Vlaminck y Kees Van Dongen, el cubismo de Picasso y Georges Braque, y otros ejemplos de Gino Severini, Marcel Duchamp, Piet Mondrian, Salvador Dalí, René Magritte, Francis Bacon, Louise Bourgeois, Alexander Calder, Jackson Pollock... 
En 1990 la galería adquirió la obra de Barnett Newman titulada Voice of Fire (Voz de Fuego) por un millón ochocientos mil dólares, lo que causó una fuerte polémica dado que el cuadro no era más que tres tiras de pintura. Sin embargo, desde entonces se ha revalorizado fuertemente. En 2005 se adquirió una pintura del renacentista italiano Francesco Salviati por cuatro millones y medio de dólares.

## Galería de obras

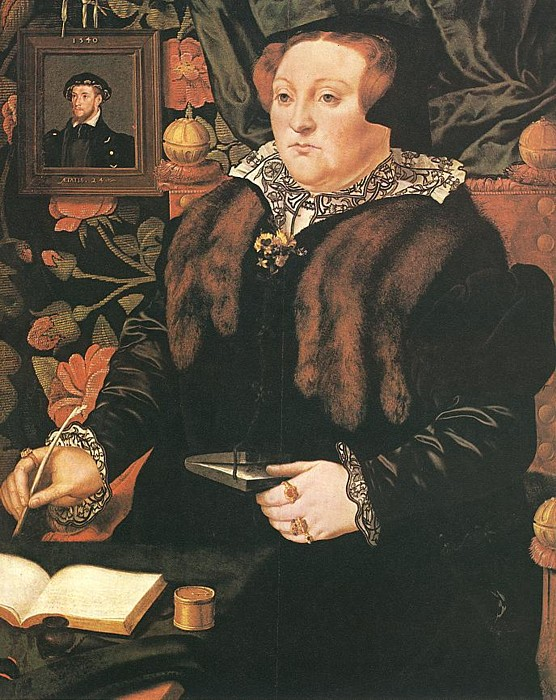
Hans Eworth, Retrato de Lady Dacre
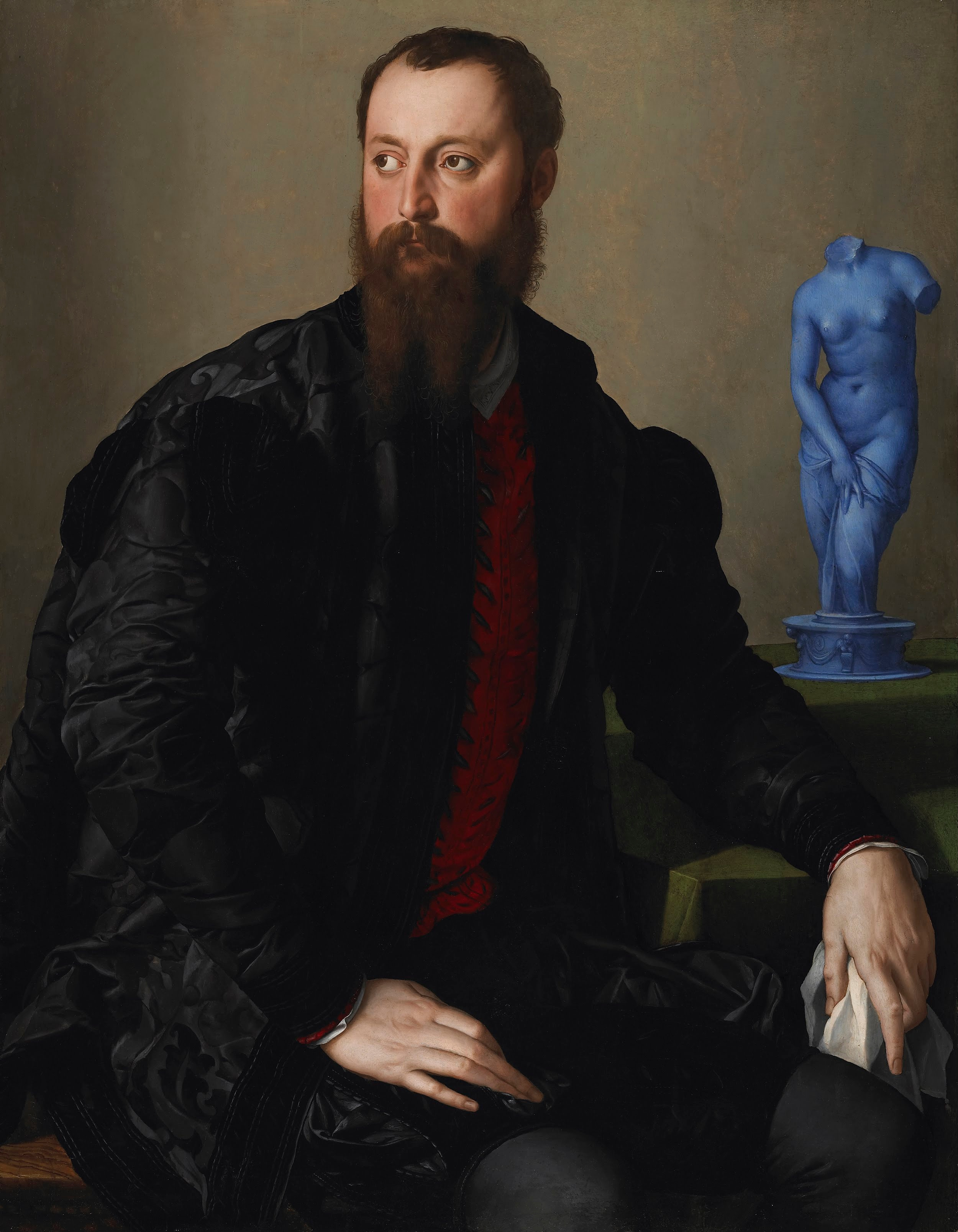
Bronzino, Retrato de Pierantonio Bandini
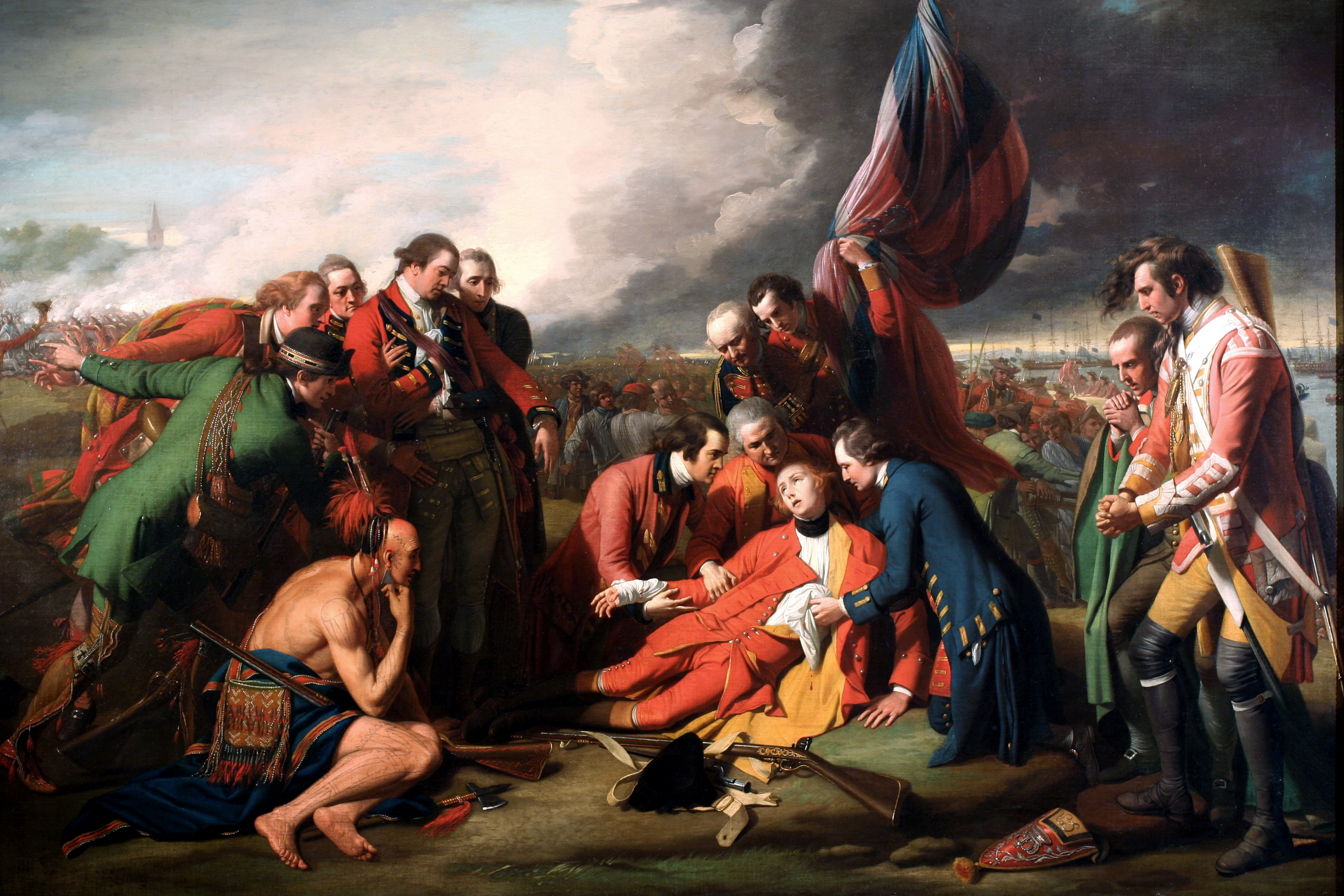
Benjamin West, La muerte de Wolfe
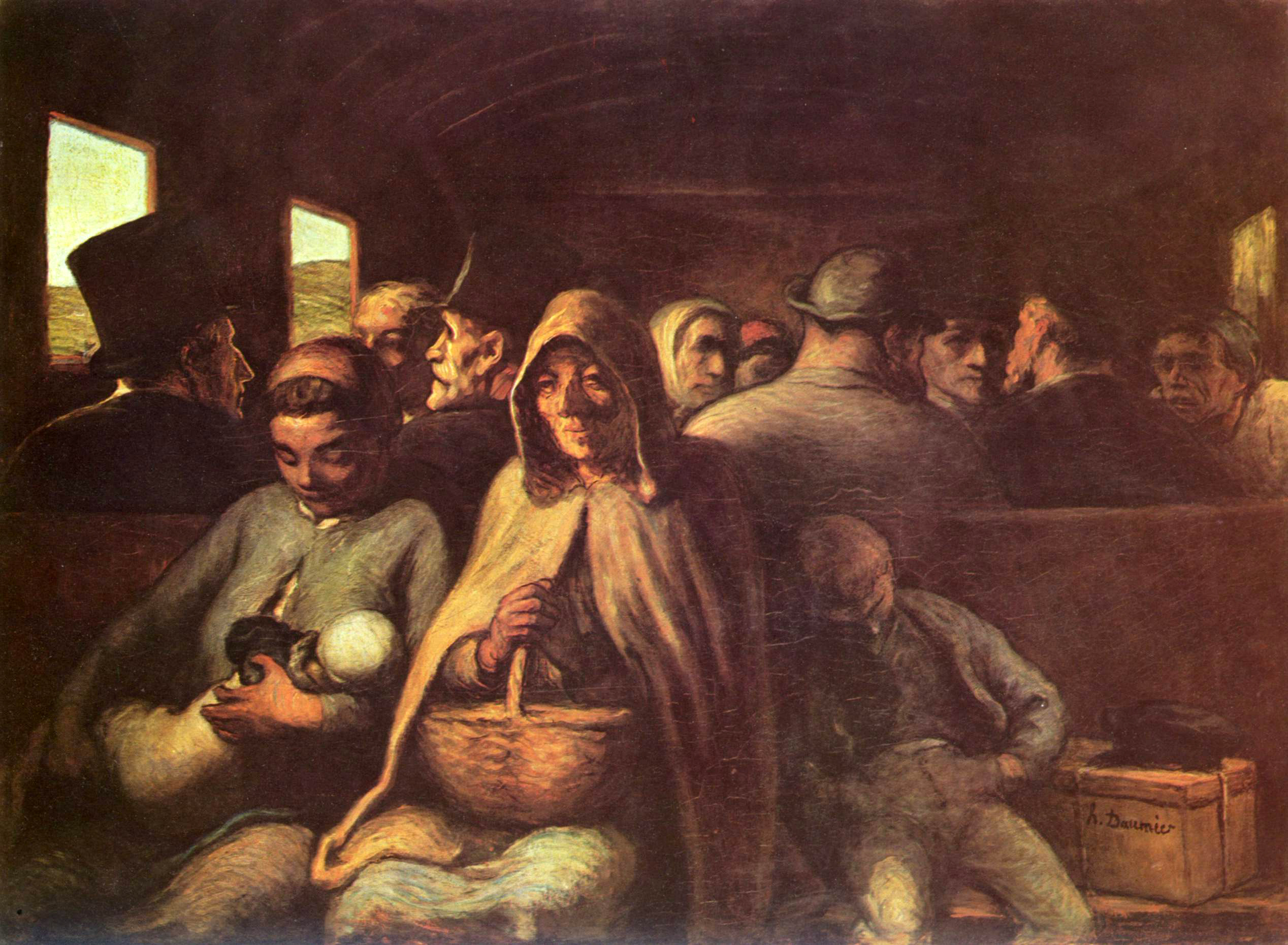
Honoré Daumier, Compartimento de tercera
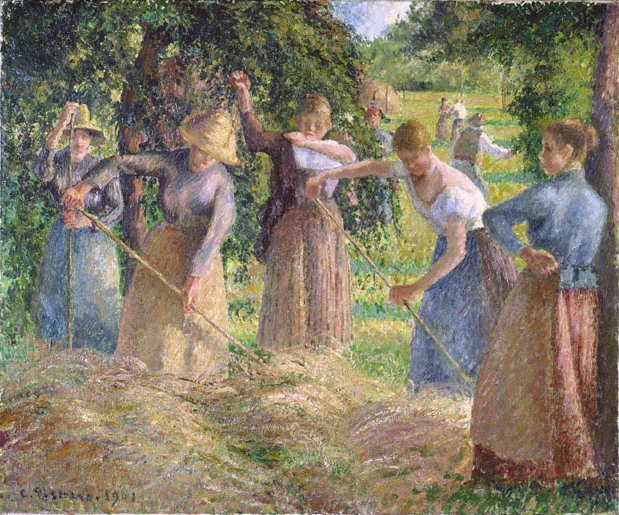
Camille Pissarro, Recogida de heno en Éragny
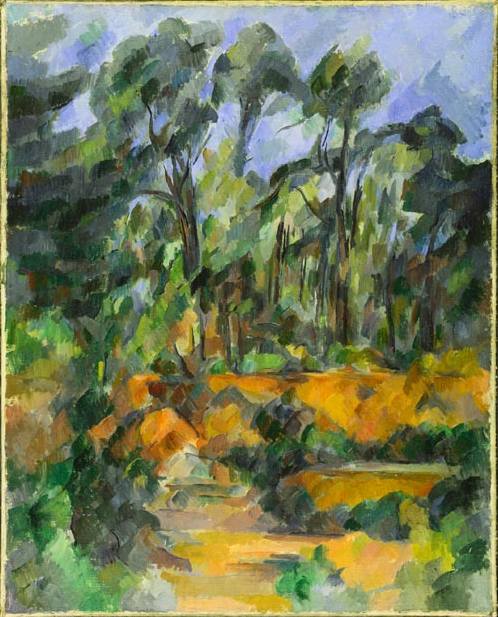
Cézanne, Bosque
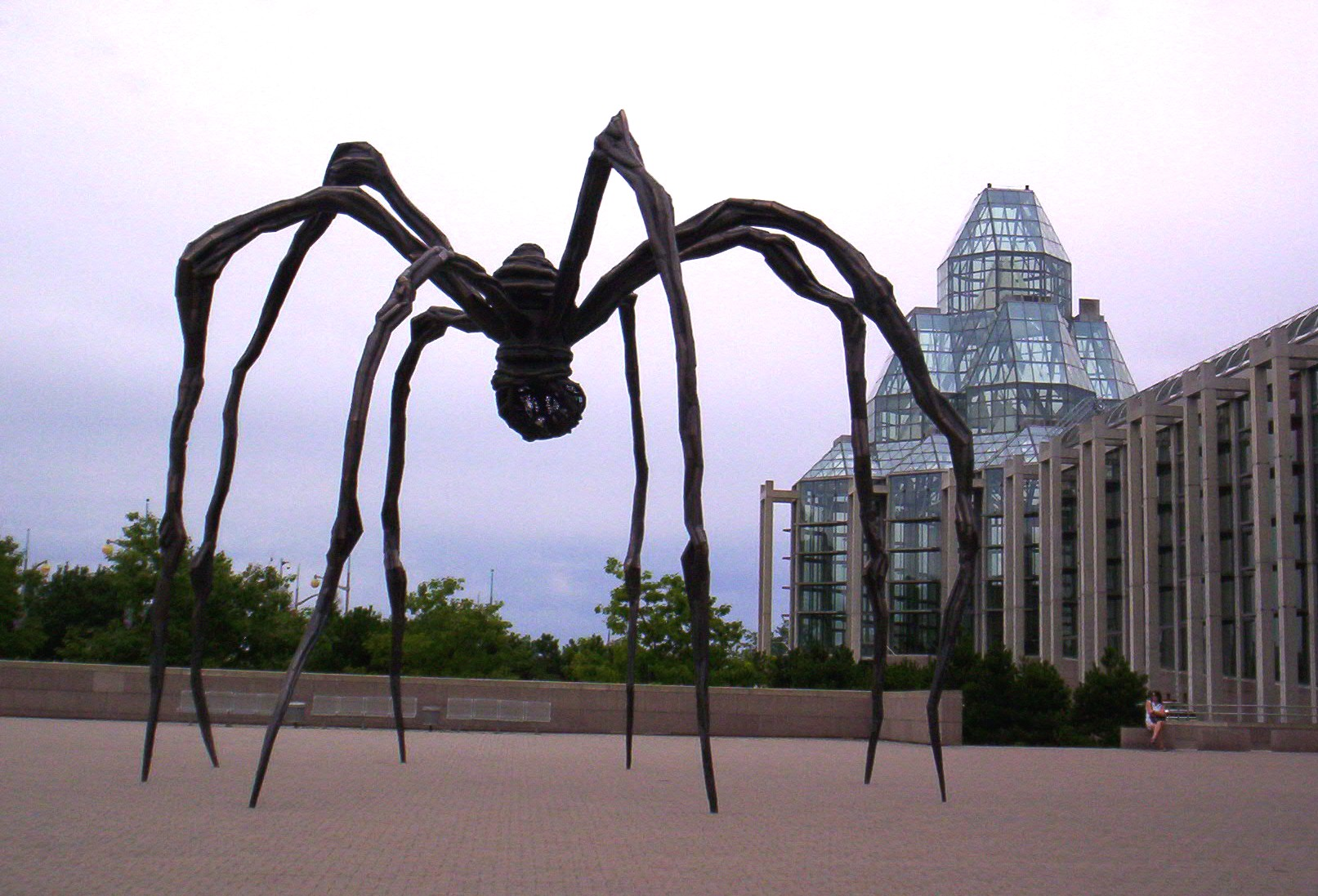
Louise Bourgeois, Maman, en el exterior del museo